# Eratoneura mimica
Eratoneura mimica är en insektsart som först beskrevs av Ross 1957.  Eratoneura mimica ingår i släktet Eratoneura och familjen dvärgstritar. Inga underarter finns listade i Catalogue of Life.